# La Baume-Montrevel

Wappen La Baume-Montrevel

La Baume-Montrevel sind eine Familie des französischen Adels.

## Geschichte
Sie stammt aus der Region Bresse und tritt erstmals Mitte des 12. Jahrhunderts auf. Der Familie gehören unter anderem zwei Marschälle von Frankreich an, zwei Kardinal-Erzbischöfe von Besançon, zwei Großmeister der Artillerie von Frankreich (Grand-Maîtres des Arbalétriers), ein Vizekönig von Neapel, vier Ritter des Ordens vom Goldenen Vlies etc.
Die Hauptlinie der La Baume führte vor allem den Titel eines Grafen von Montrevel (bezogen auf Montrevel-en-Bresse).
Die wichtigsten Familienmitglieder sind:
- Jean de La Baume († 1435), Marschall von Frankreich
- Pierre de La Baume, Kardinal, Erzbischof von Besançon (1542–1544)
- Claude de La Baume, Kardinal, Erzbischof von Besançon (1545–1584)
- Nicolas Auguste de La Baume (1643–1716), Marschall von Frankreich
- Florent-Alexandre-Melchior de La Baume (1736–1794), letzter Comte de Montrevel

## Stammliste (Auszug)
Die Familie führt ihren Ursprung zurück auf Sigebald de la Baume, der bereits 1140 als Ritter erscheint.

### Bis zur Mitte des 14. Jahrhunderts
1. Etienne I. de La Baume; ⚭ NN de Dramelay, Tochter von Pons, Seigneur de Valfin
  1. Pierre, Seigneur de Valfin; ⚭ Marguerite de Vassalieu († 1348), Tochter von Étienne, Seigneur de Vassalieu
    1. Étienne II. de La Baume, genannt Galois de La Baume († 1363/69), 1336 Seigneur de Valfin et de L'Abergement, 1332/1347 Grand-Maître des Arbalétriers; ⚭ Alix de Châtillon-en-Dombes, Dame de Montrevel, Erbtochter von Renaud de Châtillon, Seigneur de Montrevel.
      1. Guillaume (X 1360), Seigneur de L’Abergement; ⚭ I Clémence de la Palud, Tochter von Pierre de la Palud, Seigneur de Varambon; ⚭ II Constance Aleman, Tochter von Hugues Aleman, Seigneur de Valbonnais – Nachkommen siehe unten
      2. Lucie, † nach 1363, Dame de Courtefrey; ⚭ Amédée de Viry-en-Génevois
      3. (unehelich, Mutter unbekannt) Étienne, genannt le bâtard de La Baume, Seigneur de Saint-Denis-de-Chausson(-en-Bugey) et de Chavannes, vor 1380 Admiral und Marschall von Savoyen; ⚭ Françoise de Bacin, † nach 1402
      4. (unehelich, Mutter unbekannt) Guillaume, 1402 bezeugt

    2. Verruquier, Seigneur de Broces
      1. Pierre, Seigneur de Broces et de Ciriez
        1. Pierre, Seigneur de Châtenay; ⚭ Henriette de Marchand, Dame de Chavaux, Tochter von Guillaume
          1. Antoine; ⚭ Jean de Colonel, Seigneur de la Sale-de-Manzia

### Bis zum Ende des 16. Jahrhunderts
1. Guillaume (X 1360), Seigneur de L’Abergement; ⚭ I Clémence de la Palud, Tochter von Pierre de la Palud, Seigneur de Varambon; ⚭ II Constance Aleman, Tochter von Hugues Aleman, Seigneur de Valbonnais – Vorfahren siehe oben
  1. (I) Philibert, Seigneur de Montrevel, de Marbos, de Foissiat et de Valfin;
  2. (II) Jean I. († 1435), 1427 1. Comte de Montrevel, Seigneur de L'Abergement etc., 1421 Marschall von Frankreich; ⚭ Jeanne de La Tour, Dame d’Arconcié, Tochter von Antoine, Sire de Châtillon
    1. Jean II. († vor 1428), Seigneur de Bonrepos et de Valfin; ⚭ Jeanne de Chalon († 1451), 1422 Comtesse de Tonnerre, Tochter von Louis I., Comte de Tonnerre (Haus Chalon)
      1. Claude († 1482), 1435 2. Comte de Montrevel, Seigneur de Valfin, de Bonrepos etc.; ⚭ Gasparde de Lévis, Tochter von Philippe IV., Comte de Villars-en-Bresse (Haus Lévis)
        1. Jean III. († 1505), 1463 3. Comte de Montrevel, Seigneur de Valfin, de Bonrepos etc.; ⚭ Bonne de Neufchâtel, Dame de Pesmes, de Valay et de L’Isle-sur-le-Doubs, Tochter von Thiébaut VIII.
          1. Bonne, Dame de Pesmes, de Montrevel et de Valay; ⚭ Marc de La Baume († 1527), 1516 5. Comte de Montrevel, (siehe unten)

        2. Claude, Seigneur de L'Abergement und Vicomte de Ligny-le-Châtel; ⚭ Marie d'Oiselet, Erbtochter von Jean, Seigneur de Chassagne
        3. Louise († 1479); ⚭ Ferry de Cusance, Baron de Belvoir (X 1477)
        4. Claudine; ⚭ Claude de La Guiche, Seigneur de Chaffaut (Haus La Guiche)

    2. Jacques, † nach 1466, Seigneur de L'Abergement, 1418/21 Grand-Maître des Arbalétriers; ⚭ I Catherine de Thurey, Erbtochter von Girard de Thurey, Seigneur de Noyers; ⚭ II Jacqueline de Seyssel, Dame de Saudrans
      1. (I) Françoise († 1459), Dame de Noyers et de Morillon; ⚭ Jean de Seyssel, Seigneur de Barjat.

    3. Pierre († 1486), Seigneur de Mont-Saint-Sorlin, d'Illiens etc.; ⚭ Alix de Luyrieux, Tochter von Humbert de Luyrieux, Seigneur de la Cueille
      1. Quentin (X 1476), Seigneur de Mont-Saint-Sorlin; ⚭ Claude de Thoraise, Dame de Torpes, Tochter von Jean de Thoraise, Seigneur de Torpes
      2. Guillaume (*um 1430; † vor 1501; Testament am 10. Juli 1495), Seigneur d'Illens, d’Attalens et de Mont-Saint-Sorlin, 1481 Ritter des Ordens vom Goldenen Vlies;[2] ⚭ Henriette de Longvy, Dame de Choye, Tochter von Jean III., Seigneur de Givry-sur-le-Doux, (Haus Chaussin)
      3. Gui († 1516), Seigneur de La Roche-Vannel, d'Attalens etc, 1504 4. Comte de Montrevel, 1516 Ritter des Ordens vom Goldenen Vlies; ⚭ Jeanne de Longvy, Tochter von Jean III., Seigneur de Givry-sur-le-Doux, (Haus Chaussin)
        1. Marc († 1527), 1516 5.Comte de Montrevel; ⚭ I Bonne de La Baume, Tochter von Jean, 3. Comte de Montrevel (siehe oben); ⚭ II Anne de Châteauvillain, Dame de Châteauvillain, de Thil, de Grancey etc., Tochter von Jean IV., Seigneur de Châteauvillain (Maison de Broyes).
          1. (I) François, † 1525, Seigneur de Mont-Saint-Sorlin
          2. (I) Jean IV. († nach 1552), 1527 6. Comte de Montrevel; ⚭ I Françoise de Vienne, Dame de Bussy, Tochter von François de Vienne, Seigneur de Listenois; ⚭ II Avoye d’Alègre, Tochter von François, Seigneur de Pressy; ⚭ III Hélène de Tournon, Dame de Vassalieu, Tochter von Just I. de Tournon, Seigneur de Tournon, und Jeanne de Vissac
            1. (I) Aimée, Dame de La Ferté-Chauderon; ⚭ Jean IV. de Seyssel, 1. Marquis de La Chambre († 1582)
            2. (I) Françoise († 1611); ⚭ Gaspard de Saulx, Seigneur de Tavannes (1509–1573), Marschall von Frankreich
            3. (III) Françoise († 1606), 1552 Comtesse de Montrevel; ⚭ I François de La Baume, Baron de Mont-Saint-Sorlin, 1552 7. Comte de Montrevel, † 1565 (siehe unten); ⚭ II François de Kernevenoy Seigneur de Noyon

          3. (I) Etiennette; ⚭ Ferdinand de Neufchâtel, Seigneur de Montagu († 1522)
          4. (II) Anne, Dame de La Cour d'Arcenay; ⚭ I Pierre d’Aumont, Seigneur de Couches; ⚭ II Jean de Hautemer, Seigneur de Fervaques, die Eltern von Guillaume de Hautemer, Marschall von Frankreich, Duc de Grancey, dit le Maréchal de Fervaques
          5. (II) Joachim († vor 1556), 1. Comte de Châteauvillain, Seigneur de Grancey, de Thil, de Selongey, de Gémeaux, de Villars-Morhoyer et de Milly; ⚭ Jeanne de Moy Tochter von Nicolas, Seigneur de Mouy
            1. Antoinette († 1572), 2. Comtesse de Châteauvillain; ⚭ Jean III. d'Annebaut, Baron de la Hunaudaye (X 1562), Admiral von Frankreich

          6. (II) Catherine; ⚭ Jacques d'Avaugour, Seigneur de Courtalain

        2. Pierre († 1544), Bischof von Genf 1522/43, Erzbischof von Besançon 1541/44, Kardinal 1539
        3. Claude († 1541), Seigneur de Mont-Saint-Sorlin, 1531 Ritter des Ordens vom Goldenen Vlies; ⚭ I Claudine de Toulongeon, Dame de Vellexon, Tochter von Marc de Toulongeon, Seigneur de Vellexon (Haus Toulongeon); ⚭ II Guillemette d’Igny, Erbtochter von Clériadus, Seigneur d'Igny
          1. (I) François († 1565), Baron de Mont-Saint-Sorlin, 1552 7. Comte de Montrevel; ⚭ Françoise de La Baume, Comtesse de Montrevel, Tochter von Jean, 6. Comte de Montrevel (siehe oben)
            1. Antoine († 1595), 1565 8. Comte de Montrevel; ⚭ Nicole de Montmartin, Erbtochter von Philibert, Baron de Montmartin – Nachkommen siehe unten

          2. Marguerite († 1604), Dame de Mont-Saint-Sorlin; ⚭ I Aymé Poupet genannt de La Baume, Seigneur de Crèvecœur; ⚭ II Affricain d'Anglure, Seigneur d'Amblize
            1. Anne; ⚭ Charles Maximilien Grollet, Comte de Saint-Trivier

          3. (II) Claude (1534–1584), Erzbischof von Besançon 1545/84, 1578 Kardinal
          4. (II) Péronne; ⚭ Laurent II. de Gorrevod, Comte de Pont-de-Vaux

    4. Antoinette, Dame d'Attalens et de Sermoyé; ⚭ Antoine, Seigneur de Saint-Trivier
    5. Jeanne; ⚭ Claude de Saint-Amour, Seigneur de Saint-Amour

### Bis zum Ende des 18. Jahrhunderts
1. Antoine († 1595), 1565 8. Comte de Montrevel; ⚭ Nicole de Montmartin, Erbtochter von Philibert, Baron de Montmartin – Vorfahren siehe oben
  1. Claude François (X 1621), 1595 9. Comte de Montrevel, 1621 Marschall von Frankreich; ⚭ Jeanne d’Agoult de Montauban, Tochter von François d'Agoult, Comte de Sault
    1. Ferdinand († 1678), 1621 10. Comte de Montrevel; ⚭ Marie Ollier de Nointel, Tochter von François Ollier, Seigneur de Nointel
      1. Charles François († 1666), Marquis de Saint-Martin; ⚭ Claire Françoise de Saulx, 1673 Comtesse de Brancion, Erbtochter von Charles, Comte de Brancion
        1. Ferdinand François († 1662), genannt "Le Marquis de Savigny"
        2. Jacques Marie (X 1693), Marquis de Saint-Martin, 1678 11. Comte de Montrevel, genannt "Le Comte de Brancion"; ⚭ Adrienne de Lannoy († 1710), Tochter von François, Comte de Lannoy
          1. Nicolas Esprit (X 1701), 1693 12. Comte de Montrevel
          2. Nicolas Augustin († 1740), 1701 13. Comte de Montrevel; ⚭ Florence du Chastelet, Tochter von Florent, Comte de Lomont.
            1. Florent Alexandre Melchior († hingerichtet 1794), 1740 14. Comte de Montrevel; ⚭ I Elisabeth Céleste Adélaïde de Choiseul, Tochter von César Gabriel de Choiseul 1. Duc de Praslin; ⚭ II Marie Jeanne Catherine de Gramont, Tochter von Pierre, 2. Marquis de Gramont

        3. Jacques Philippe Eugène, † 1731, Comte de Crusilles

      2. Nicolas Auguste († 1716), Marquis de Montrevel, 1703 Marschall von Frankreich; ⚭ I Isabelle de Veirat de Paulian, Dame de Cuisieux, Tochter von Jean de Veirat, Seigneur de Paulian; ⚭ II Jeanne Aymée de Rabodanges († 1722)
      3. Isabelle Esprit, † 1654; ⚭ Louis-Armand, Vicomte de Polignac († 1692), (Haus Chalençon)

    2. Charles François († 1688), 1620 Marquis de Saint-Martin; ⚭ I Marie Albertine de la Baume, Tochter von Philibert, 3. Marquis de Saint-Martin-le-Châtel (siehe unten); ⚭ II Thérèse de Trazegnies, Tochter von Gilles Othon, Marquis de Trazegnies, (Haus Hamal)
      1. (II) Marie Françoise Jacqueline († 1737); ⚭ François Joseph Damas, Marquis d’Antigny, † 1739
      2. (II) Charles Antoine († 1745), Marquis de Saint-Martin; ⚭ Marie-Françoise de Poitiers, Comtesse de Remiremont, Tochter von Ferdinand François de Poitiers de Rye, Comte de Poitiers (Haus Poitiers-Valentinois)
        1. Charles-Ferdinand François († 1736), Marquis de Saint-Martin; ⚭ Elisabeth Charlotte Prinzessin von Beauvau-Craon, Tochter von Marc de Beauvau, 1. Fürst von Beauvau, (Haus Beauvau)
          1. Jeanne Marguerite († 1808); ⚭ Eugène François Pierre († 1778), Marquis de Lignéville et d’Houécourt, Duca di Mignano, Principe di Conca
          2. Gabrielle Diane († 1792), Marquise de Montrevel; ⚭ Claude Antoine Clériadus, Comte de Choiseul († hingerichtet 1794), 1755 Marquis de La Baume-Montrevel
          3. Esprit Melchior Emmanuel († 1754), Marquis de Saint-Martin, 1754 Marquis de la Baume-Montrevel

        2. Frédéric Eugène (X 1735), genannt "le Comte de la Baume"

  2. Philibert († 1613), 3. Marquis de Saint-Martin-le-Châtel; ⚭ Lambertine Prinzessin von Ligne, Dame de Villiers et de Messernicot Tochter von Lamoral, 1. Fürst von Ligne
    1. Albertine Marie († 1663); ⚭ I Ernst Christoph, Graf von Ostfriesland und Rietberg († 1640); ⚭ II Charles François de la Baume, Marquis de Saint-Martin (siehe oben)

  3. Claudine Prospère; ⚭ Claude de Rye, Baron de Balançon.
  4. Jean Baptiste († 1641), 4. Marquis de Saint-Martin-le-Châtel; ⚭ Lambertine, Prinzessin von Ligne, Dame de Villiers et de Messernicot, Tochter von Lamoral, 1. Fürst von Ligne